# Transrasialita

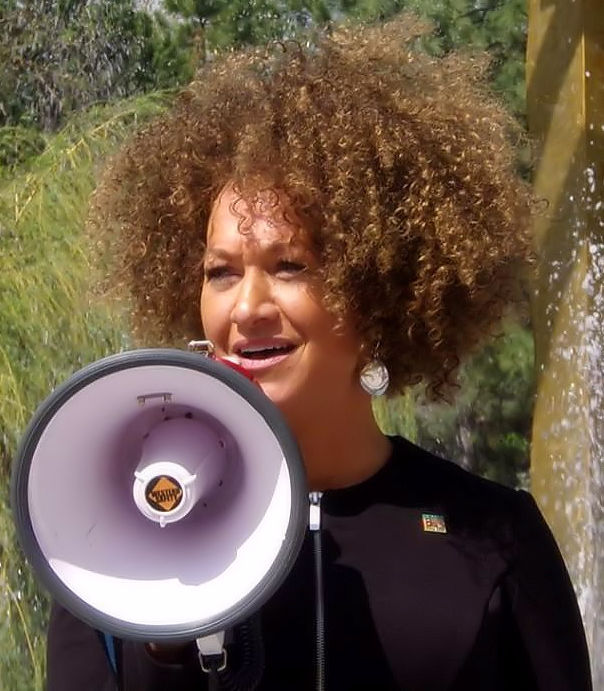
Rachel Dolezal je osoba bělošského původu, která se identifikuje jako černoška.

Transrasiál (z angl. transracial) je adjektivum používané pro lidi, jejichž rasová identita není v souladu s tou, která je spojena s jejich biologickým původem.
Transrasiálové mohou upravit svůj vzhled, aby se více podobali zvolené rase, a mohou se účastnit činností spojených s touto rasou.

## Kritika
Používání tohoto výrazu k vyjádření změny rasové identity je kritizován přívrženci mezirasových adopcí, poněvadž je, hlavně v angličtině, totožný s adjektivem používaným pro tento druh adopce. Kupříkladu Kevin H. Vollmers, výkonný ředitel neziskové organizace zabývající se adopcemi, uvedl, že je tento termín "přivlastňován a přizpůsobován", a že je to "facka do tváře" mezirasovým osvojitelům.
V červnu 2015 bylo zveřejněno asi dvěma desítky mezirasových osvojitelů, rodičů, a akademiků otevřený dopis, v němž nové užití tohoto slova odsoudili jako "chybné, ahistorické a nebezpečné".
Často je zpochybňována i samotná myšlenka za tímto konceptem. Například web Medium zveřejnil v roce 2019 článek, který mimo jiné považuje změnu "rasové identity" za nesmyslný, diskriminační, a svým názvem poškozující cíle jiných zájmových skupin (např. hnutí transgender, anebo také již zmíněných mezirasových osvojitelů). Podle tohoto článku je původ (a tedy i související rasa) zakořeněna v předcích daného člověka, a lze ho, na rozdíl od pohlaví, dědit. Navíc může být také tato změna podstoupena za účelem získání peněz (např. zvýšením zájmu o svou osobu), a dovoluje dotyčnému svoji rasu libovolně měnit, což lze považovat za formu zneužívání a diskriminace.
Braden Hill, australský domorodec z Edith Cowan University je také kritikem tohoto konceptu. Dle jeho názoru "je rozdíl mezi potvrzením svého pohlaví jako transgender, a rozhodnutím přivlastnit si jinou kulturu."
Na druhou stranu však v dubnu 2017 vyšel ve feministicky filozofickém časopise Hypatia článek na podporu uznání transrasiální a transgenderové identity. Zveřejnění tohoto článku vyvolalo značnou kontroverzi. Tomuto tématu se také věnovala kniha Trans: Gender and Race in an Age of Unsettled Identities z roku 2016 od profesora sociologie na Kalifornské univerzitě Rogerse Brubakera, který uvedl, že tento fenomén, ačkoli je pro mnohé urážlivý, je také pro mnoho lidí psychologicky reálný a má mnoho příkladů v historii.

## Známé osobnosti
- Rachel Dolezal je známá tím, že se identifikuje jako černoška, přestože se narodila bílým rodičům.[1][2] V roce 2014 převzala vedení pobočky NAACP ve Spokane. Stalo se tak rok předtím než byla její transrasiální identita známa.
- Grey Owl byl britský ochránce přírody, který se veřejně identifikoval jako domorodý Američan. Jeho první žena odhalila jeho skutečný původ až posmrtně.[12]
- Korla Pandit byl afroamerický hudebník, který se ve svém veřejném i soukromém životě identifikoval jako Ind z Nového Dillí.[13] Pandit se narodil jako John Roland Redd.
- Martina Big, která byla uvedena na Maury v září 2017, je žena bílého původu, která se identifikuje jako černoška. Big si nechala od lékaře aplikovat opalovací injekce, aby ztmavila svojí pokožku a vlasy.[14][15]
- Ja Du je trans žena, která se narodila bílým rodičům, ale považuje se za Filipínku. Vytvořila si facebookovou stránku a komunitu pro ostatní lidi, kteří se identifikují jako transrasiálové.[16][17][18]
- Jessica Krug byla po celý svůj profesní život považována za černošku.[19][20] Krug je docentem historie a afrických studií na Univerzitě George Washingtona. Poté, co byl odhalen její původ, rezignovala, a přestala se identifikovat jako Afričanka.[21]
- Oli London je britský influencer a zpěvák, který se identifikuje jako Korejec.[22] Podstoupil řadu plastických operací, aby potvrdil jeho současnou rasovou identitu. London vymodeloval svůj vzhled podle svého idolu, zpěváka BTS Pak Či-mina.[23]